# Grupo de ámbar con dos figuras
Grupo de ámbar con dos figuras, también conocido como Ambre Morgan, es una talla en ámbar de una fíbula, obra etrusca datada del siglo V a. C. y realizada por un artista anónimo. Se encuentra en la colección del Museo Metropolitano de Arte de Nueva York i tiene unas medidas de 8,4 x 14 x 3,1 cm.

## Descripción

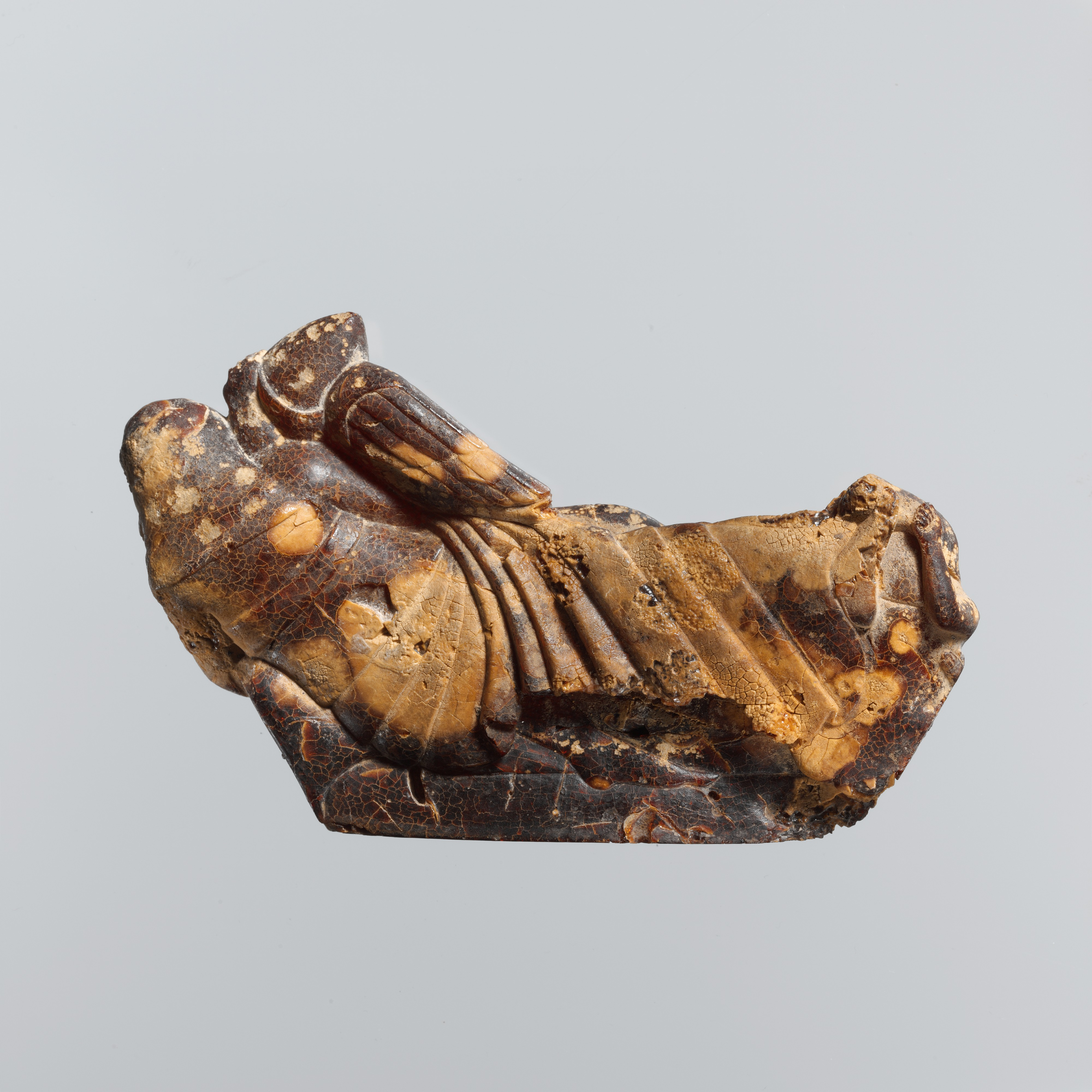
Parte posterior de la fíbula.

La obra representa a una pareja descansando en un sofá, con la mujer en primer plano y el hombre detrás de ella. Posiblemente un pato reposa en los hombros de la pareja, y a sus pies se encuentra un pequeño servidor. Se cree que esta pieza es una fíbula debido a los agujeros en la parte inferior que muestran algunos indicios de que un pasador de hierro podía haber estado allí. El objeto es grande, permitiendo el fino trabajo de detalle en la pieza. En particular, los pliegues de la ropa tanto en el hombre como en la mujer, el cabello, y el gesto de la mujer que sostiene una botella de perfume u otro aceite en su mano derecha y con dos dedos de la mano izquierda que parece ofrecer a su compañero. Este gesto es visible en otras piezas de arte etrusco, incluyendo el Sarcófago de los esposos en el Museo Eetrusco Villa Giulia ubicado en Roma. La representación de las parejas juntas y aparentemente en banquetes también es común, y pueden verse en el fresco de la necrópolis Monterozzi de Tarquinia, como la Tumba de los leones rugientes y en la Tumba del Triclinio. La sociedad etrusca permitió a las mujeres participar en banquetes y en la vida pública en un grado mucho mayor que lo hicieron en Grecia o Roma.
Se desconoce si la pareja tallada en el ámbar es divina o simplemente representan dos seres humanos. Andrew Richter sugirió, en 1940, que podrían ser Turan y Atunis —versión etrusca de Afrodita y Adonis— ya que este motivo de Turan y Atunis fue muy popular en el arte etrusco.

## Historia
Tallada en ámbar, esta fíbula está datada aproximadamente del año 500 a. C. El artista es anónimo, y hay cierto debate en si la pieza fue hecha por los etruscos o por influencia del arte etrusco. El ámbar era un material muy popular tanto en el arte griego como en el etrusco. Los etruscos lo usaron con frecuencia sobre todo en el arte funerario.
La fíbula fue donada al Museo Metropolitano de Arte de Nueva York en 1917 por J. Pierpoint Morgan. Se supone que se encontró en Falconara Marittima, cerca de Ancona, en la costa adriática de Italia. El Museo Metropolitano, en su informe anual de arte, desde el momento de la adquisición se limita a describir la pieza como un «Grupo de ámbar de dos figuras recostadas» y como  parte  de una donación mayor realizada por Morgan.